# Eureiandra formosa
Eureiandra formosa är en gurkväxtart som beskrevs av Joseph Dalton Hooker. Eureiandra formosa ingår i släktet Eureiandra och familjen gurkväxter. Inga underarter finns listade i Catalogue of Life.